# José Suárez Gómez
José Suárez Gómez (Sevilla, 21/10/1935 - Guadalajara 07/01/2024)  fue un pintor español. 

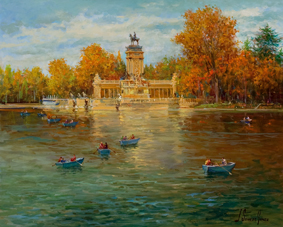
Estanque del Retiro (2008).

Residió en Madrid donde desarrolló su faceta artística. Su obra pictórica se encuadra en el impresionismo, caracterizándose por la luminosidad y cromatismo, extensa y de muy variadas proposiciones temáticas, paisajes de tierra adentro, severos de entonación y cálidos de materia; marinas como cielos de palomas, figuras de sólida arquitectura. 

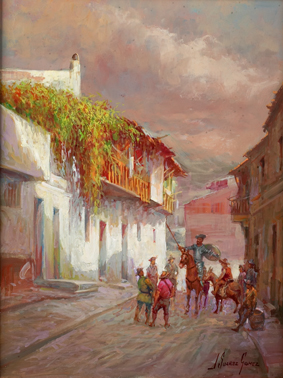
Don Quijote (2008).

## Premios Obtenidos
- 2ª Medalla en el III Certamen Nacional de Pintura VIBEXPO 76.
- 1ª Medalla en el IV Certamen Nacional de Pintura VIBEXPO 77.
- Diploma de 1ª. Clase en el XXXIII Salón de Otoño de Madrid.
- 2º Premio en el I Certamen de Pintura VILLAVERDE 82.
- 1ª Accésit en el II Certamen de Pintura VILLAVERDE 83.

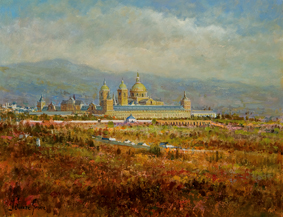
Monasterio de El Escorial (2007).

### Sus obras figuran en
- Ayuntamiento de Villaverde, Madrid.
- Diputación de Guadalajara.
- Caja de Guadalajara.
- Parlamento Europeo.
- Canadá, Japón, Kuwait, Estados Unidos y colecciones particulares en España y extranjero.